# Liten slevmossa
Liten slevmossa (Jungermannia pumila) är en bladmossart som beskrevs av William Withering. Liten slevmossa ingår i släktet slevmossor, och familjen Jungermanniaceae. Arten är reproducerande i Sverige. Inga underarter finns listade i Catalogue of Life.